# Manettia lutescens
Manettia lutescens är en måreväxtart som först beskrevs av Vell., och fick sitt nu gällande namn av Karl Moritz Schumann. Manettia lutescens ingår i släktet Manettia och familjen måreväxter. Inga underarter finns listade i Catalogue of Life.